# ハイメ・ロサレス
ハイメ・ロサレス（Jaime Rosales、1970年 - ）はスペインの映画監督。

## 略歴
1970年、スペインのバルセロナ生まれ。
ESADEビジネススクールで経営経済学の学士を取得した後、1996年にキューバのサン・アントニオ・デ・ロス・バニョスにある国際映画テレビ学校（EICTV）の奨学金を得て映画を学び始める。その後、シドニーのオーストラリア映画テレビ・ラジオ学校（AFTRS）に入学し、2000年に映画製作会社Fresdeval Filmsを設立して監督としてのキャリアを始める。
アッバス・キアロスタミのワークショップで映画作りを学んだが、キアロスタミは「彼はとても良い生徒だが、師弟ではなく、ともに映画を作る仲間だ」と語っている。

## 監督作品
- Las horas del día (2003)

第56回カンヌ国際映画祭監督週間正式出品、国際映画批評家連盟賞受賞
- ソリチュード:孤独のかけら La soledad (2007) ※日本劇場未公開、シネフィル・イマジカで放映

第60回カンヌ国際映画祭ある視点部門正式出品
第22回ゴヤ賞作品賞、監督賞受賞
- Tiro en la cabeza (2008)

第56回サン・セバスティアン国際映画祭コンペティション部門正式出品、国際映画批評家連盟賞受賞
- Sueño y silencio (2012)

第65回カンヌ国際映画祭監督週間正式出品
- Hermosa juventud (2014)

第67回カンヌ国際映画祭ある視点部門正式出品、エキュメニカル審査員賞スペシャル・メンション受賞
- ペトラは静かに対峙する Petra (2018)

第71回カンヌ国際映画祭監督週間正式出品